# Papp László (zoológus)
Papp László (Aranyosgadány, 1946. október 3. – Monor, 2021. március 28.) Széchenyi-díjas magyar biológus, zoológus, entomológus, a Magyar Tudományos Akadémia rendes tagja. A legyek társulásszerveződésének és rendszertanának neves kutatója. Papp Lajos szívsebész professzor bátyja. 

## Életpályája
1965-ben kezdte meg egyetemi tanulmányait az Eötvös Loránd Tudományegyetem Természettudományi Karán, ahol 1970-ben kapott biológusi diplomát. 1971-ben szerezte meg egyetemi doktori címét. Diplomájának megszerzése után a Magyar Természettudományi Múzeum Állattárának munkatársa lett. Itt több mint tíz éven keresztül dolgozott, utána rövid ideig általános iskolai tanár Vecsésen. 1982-ben az Állatorvostudományi Egyetemen kezdett el dolgozni, majd 1986-ban visszatért a Magyar Természettudományi Múzeum állattárába. Később az MTA és a Múzeum közös Állatökológiai Kutatócsoportjának vezetésével bízták meg, majd kutatóprofesszori megbízást kapott. Múzeumi állása mellett az Állatorvostudományi Egyetemen, a Szegedi Tudományegyetemen, a Debreceni Egyetemen, az Eötvös Loránd Tudományegyetemen tartott órákat.
1976-ban védte meg a biológiai tudományok kandidátusi, 1988-ban akadémiai doktori értekezését. 1976-ban az MTA Zoológiai bizottságának, 1986-ban az Ökológiai bizottságnak lett tagja. 1990-ben megválasztották a Magyar Tudományos Akadémia levelező, 1998-ban rendes tagjává. 1998 és 2000 között a Tudományetikai Bizottságban is dolgozott. 2000-től az Akadémiai Kutatóhelyek Tanácsa munkájában is részt vett. 1991 és 1998 között az Országos Tudományos Kutatási Alap több szakbizottságának tagja volt.
1965-ben lépett be a Magyar Rovartani Társaságba, amelynek 1975 és 1977 között titkára, majd onnantól választmányi tagja (egy kétéves szünettől eltekintve). Emellett tagja a Magyar Biológiai Társaságnak, a Magyar Parazitológusok Társaságának és a Magyar Ökológusok Egyesületének. Az Acta Zoologica Academiae Scientiarum Hungaricae főszerkesztője volt 1992 és 1996 között (azóta szerkesztőbizottsági tagja), valamint az azóta megszűnt Parasitologia Hungarica szerkesztőbizottságának volt tagja.

## Munkássága
Fő kutatási területei a kétszárnyúak (Diptera) imágóinak, lárváinak alaktana; a legyek rendszertana és repülő rovarok (elsősorban a legyek) közösségszerkezete és társulásszerveződése, valamint a ritkán előforduló rovarfajok tanulmányozási és védelmi módszereinek vizsgálata.
A rendszertani nómenklatúrával foglalkozó munkáiban 5 kétszárnyú családot/alcsaládot, 97 új génuszt és 747 új légyfajt írt le. Magyarország állatvilágában több, mint 2000 légyfajt sikerült elsőként kimutatnia. Ez az eredménye nemzetközi figyelmet is keltett. Könyvszerkesztői munkássága is jelentős, Darvas Bélával és Soós Árpáddal több nemzetközileg elismert kézikönyvet írt, elsősorban rovartani területen. Darvas Bélával közösen megszervezte 1986-ban Budapesten az első dipterológiai világkonferenciát, és ezzel útjára indította ezt a négyévenkénti rendezvénysorozatot.

## Díjai, elismerései
- Fellow of the Royal Entomological Society (1991–2021)[2]
- Ipolyi Arnold tudományfejlesztési díj (1995, OTKA)
- A Magyar Ökológiáért (2000, Magyar Ökológusok Tudományos Egyesülete)
- Széchenyi-díj (2004) (megosztva Mahunka Sándorral)
- Frivaldszky Imre-emlékplakett, arany fokozat (2014)[3]

## Főbb publikációi
- Trágyalegyek – harmatlegyek; Akadémiai, Bp., 1973 (Magyarország állatvilága 15. köt. Diptera II.)
- Vízilegyek; Akadémiai, Bp., 1975
- Dipterous Assemblages of Sheep-Run Droppings: Number of Species Observed, Estimated and Generated by Simulation (társszerző, 1977)
- Sphaeroceridae (Diptera) in the Collection of the Hungarian Natural History Museum (1978)
- Delyné Draskovits Ágnes–Papp László: Taplólegyek – gabonalegyek; Akadémiai, Bp., 1978 (Magyarország állatvilága 15. köt. Diptera II.)
- Korhadéklegyek – pajzstetűlegyek; Akadémiai, Bp., 1979 (Magyarország állatvilága 15. köt. Diptera II.)
- New Taxa of the Acalyptrate Flies (1980)
- Delyné Draskovits Ágnes–Papp László: Tüskésszárnyú legyek – szikilegyek; Akadémiai, Bp., 1981 (Magyarország állatvilága 15. köt. Diptera II.)
- Állattan. Állatorvostan-hallgatók számára válogatott fejezetek az állattani tudományokból; 2. átdolg. kiad.; Állatorvostudományi Egyetem, Bp., 1988
- Állatorvosi belgyógyászati diagnosztika, 1-2.; ÁTE, Bp., 1991
- Dipterous Assemblages of Sheep-Run Droppings in Hungary (Diptera) I.: Qualitative Results (1991)
- Papp László–Szappanos Albert: Bagócslegyek. Gasterophilidae, Oestridae, Hypodermatidae; Magyar Természettudományi Múzeum, Bp., 1992 (Studia naturalia)
- A repülő rovarok abundanciájáról : a légyfogás elmélete : akadémiai székfoglaló : 1991. április 30. (1993)
- Seven New Genera of the Neotropical Lauxaniidae (Diptera) (társszerző, 1995)
- Bimodality in Occurrence Classes: a Direct Consequence of Lognormal or Logarithmic Series Distribution of Abundances – a Numerical Experimentation (1997)
- Catalogue of Palaearctic Diptera I–XIII. (társszerk., 1986–1993)
- Contributions to a Manual of Palaearctic Diptera 1-4. (társszerk., 1997–2000)
- A legyek ritkaságáról; MTA, Bp., 2000 (Székfoglalók a Magyar Tudományos Akadémián)
- Checklist of the Diptera of Hungary (szerk., 2001)
- Diptera of Thailand. A summary of the families and genera with references to the species representations (társszerző, 2006)
- Agromyzidae (Diptera) of Hungary 1-4. (társszerző, 2015–2019)
- Varga, Z.; Rózsa, L.; Papp L.; Peregovits, L. (szerkesztők) 2017. Zootaxonómia: Az állatvilág sokfélesége. Pars Szoftverház Kft., Nagykovácsi. ISBN 978 963 8833945.

## Érdekességek
A típuspéldány elrablása ... című mesekönyv egyik szereplője.